# Œufs cocotte

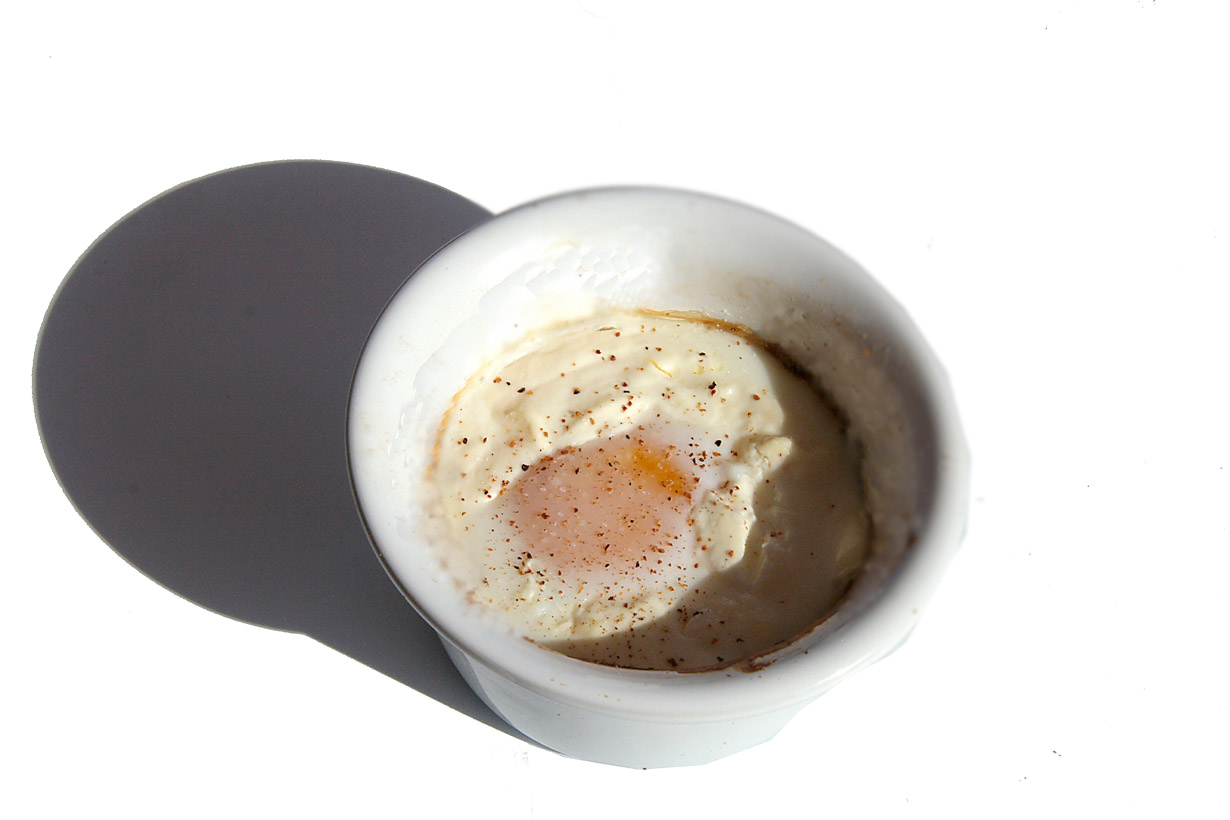
Version originale de l'œuf en cocotte, à la crème avec muscade.

Les œufs cocotte ou œufs en cocotte sont des œufs cuit au bain-marie préchauffé avec de la crème fraiche et en ramequin individuel.
Par extension on parle aussi d'œufs cocotte pour les œufs en ramequin, en cuiseurs à œufs, mini cocottes, verrine, etc. assortis de sauces et garnitures diverses, par exemple les œufs cocotte aux tomates qui se font sans crème.

## Dénomination
Œuf en cocotte puis œuf cocotte apparait vers 1880. En 1878 au menu d'un repas l'Echo des Pyrénées et La Petite Gironde parlent d'œufs en cocotte,. Puis en 1885 œuf cocotte apparait au menu du Café du Cercle. L'expression œuf en cocotte est majoritaire dans la littérature et dans la presse numérisées jusqu'en 1940, œuf cocote à partir de 1960,. Paul Bocuse emploie toujours œufs en cocotte (1976).
Œuf à la cocotte ou œuf en caisse se rencontre plus rarement (1875, 1895),. Chez Marcel Proust l'oncle Jules annonce « Ce matin, nous avons à déjeuner des œufs à la cocotte ».
Les coddled eggs (littéralement œufs choyés) pas plus que shirred eggs et baked eggs ou Eierauflauf (qui sont cuits sans coquille au four sans bain-marie avec du beurre dans un plat à gratin à fond plat) ne sont des œufs cocottes faute de crème,. En anglais, on dit œuf cocotte, eggs in ramekins, egg cocotte, eggs in a casserole,,,.

## Histoire

### Une technique très ancienne
La Rome antique connait le diploma, pot dans lequel on fait bouillir de l'eau et où on pose des vases contenant des œufs frais, du garum et un peu d'huile d'olive afin qu'ils cuisent brièvement à la vapeur. Véronique François a réalisé un inventaire détaillé des plats culinaires à compartiments en Syrie depuis le haut Moyen Âge. Ces plats en terre glaçurés dans lesquels sont creusés des cavités peuvent recevoir des œufs et les cuire en cocotte. Ils en existait encore dans le sud de la France, au XIXe siècle, on fabriquait des cuits-œufs en terre, à six poches à Biot et Vallauris. Cela ne permet pas d'en déduire que les œufs cocotte sont des œufs à la provençale présentés en ramequin.

### L'œuf cocotte actuel

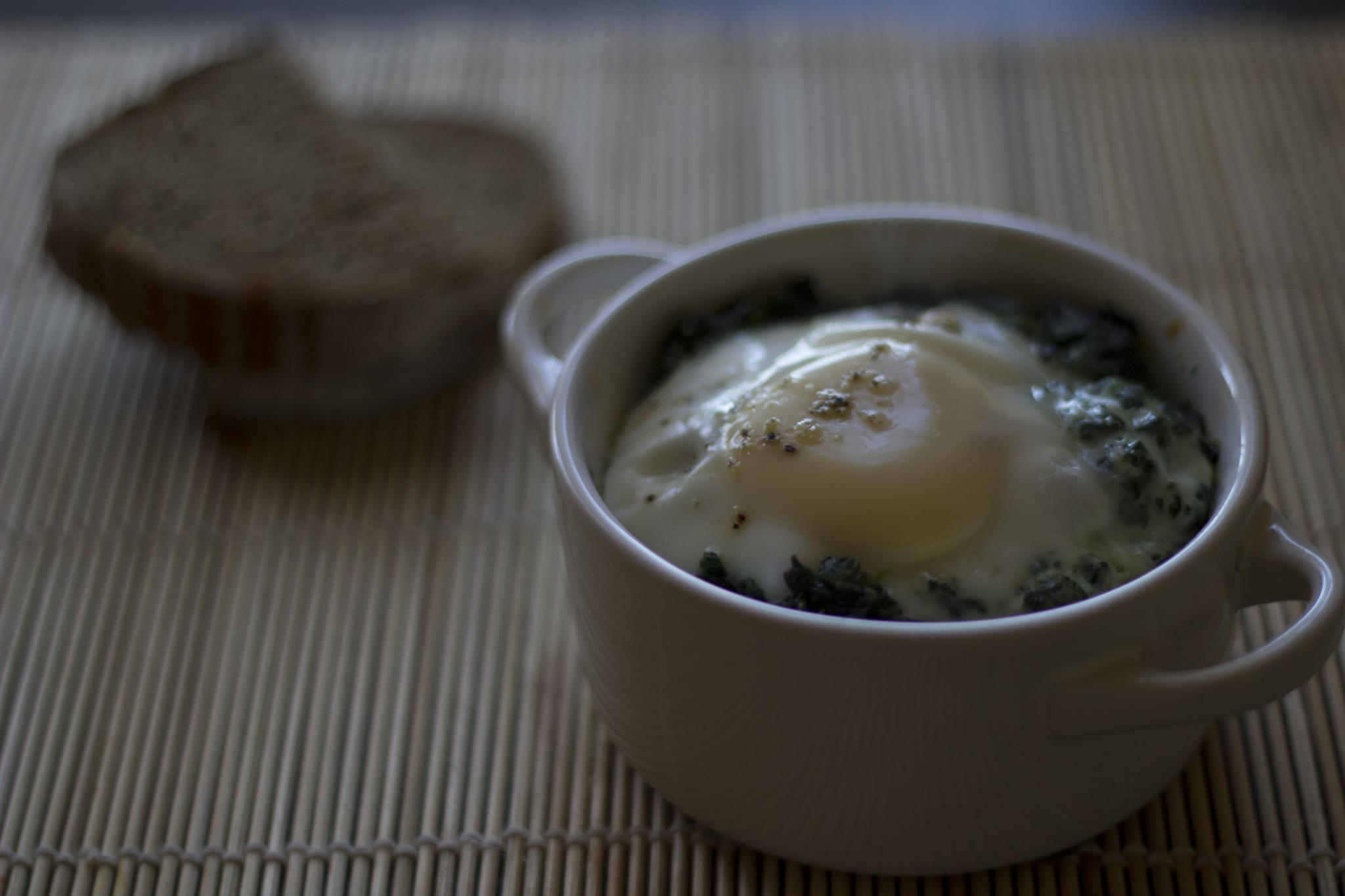
Florentine, épinard et crème.

À l'origine les œufs à la cocotte sont cuits dans du beurre, au four le temps d'obtenir la consistance d'un œuf à la coque. La première recette des œufs cocotte à la crème tels que pratiqués de nos jours est donnée en 1894 dans le Traité pratique de cuisine bourgeoise au gaz : 

« L'œuf cuit ainsi est délicieux, mais que de soins il réclame ! ... nous disposons de la bonne crème de lait, nous en mettons une cuiller à café dans le fond [des caisses de porcelaine], au cas contraire un peu de sauce béchamel, un peu de sel, de poivre et de muscade, cassons maintenant l'œuf avec précaution afin de ne pas crever le jaune, l'opération serait manquée ; remettons dessus une autre cuiller de crème... prenons une plaque à rebord de deux centimètres dans laquelle nous mettons un centimètre d'eau bouillante. Posons-y les cocottes et mettons au four chaud en ayant soin de ne pas faire sauter l'eau sur les œufs. Laissons cuire cinq minutes, les œufs doivent être à point, laiteux et parfumés, on peut les manger avec des mouillettes ainsi que des œufs à la coque. »

La recette est reprise dans les mêmes termes par La Fronde de janvier 1899. Dès les origines les œufs cocottes admettent de multiples condiments ou garnitures: aux champignons (1890), au coulis de jus de viande (1891), à la Jeannette (avec velouté de volaille et crème asperges vertes, 1897), aux foies de volaille (1897), Meyerbeer (rognon de mouton, truffes, sauce périgueux, 1898), à la Millet, sénateur, etc.,,,.
Prosper Montagné (1900) rassemble un premier ensemble de recettes de l'œuf cocotte : à la crème, au jus (le jus de viande remplace la crème), à l'estragon (idem avec de l'estragon), portugaise (avec du coulis de tomate), périgourdine (purée de foie gras), à la Zingara (cocotte tapissée de jambon), Saint Hubert (purée de gibier), Florentine (épinards et crème), à l'oseille, etc.. Escoffier en fixe la théorie canonique dans Ma cuisine en 1934 : « Ces œufs représentent un genre d'œuf poché spécial. Le type fondamental de cette préparation est l'œuf cocotte à la crème ; mais, depuis un certain nombre d'années, comme sujet de variation, on a remplacé la crème par diverses sauces : Vin rouge, jus lié, Purées de volaille et gibier, Pointes d'Asperges, etc. ». Il commence par les œufs cocotte à la crème au bain marie casserole couverte. Paul Bocuse écrit de son côté « ce procédé dérive de l'œuf à la coque ».

## Faire des œufs cocotte

### L'œuf
Il doit être très frais. Tout comme pour l'œuf à la coque, les œufs de Pluvier ou de Vanneau ont la réputation d'être le nec plus ultra des œufs cocotte : « Œufs de Pluvier ou de Vanneau en cocotte (à la crème très fraiche). Les œufs de pluvier ne sont pas aussi délicats que les œufs de vanneau, ils n'ont pas non plus cette si jolie couleur d'opale, c'est tout de même un œuf d'une finesse exquise et très apprécié par les gourmets. De même que les œufs de vanneau, le prix en est élevé et la saison de leur emploi très courte, ce qui autorise une dépense supplémentaire » selon Auguste Colombié dans son ouvrage La cuisine bourgeoise publié en 1906.

### La cocotte ou le ramequin de porcelaine

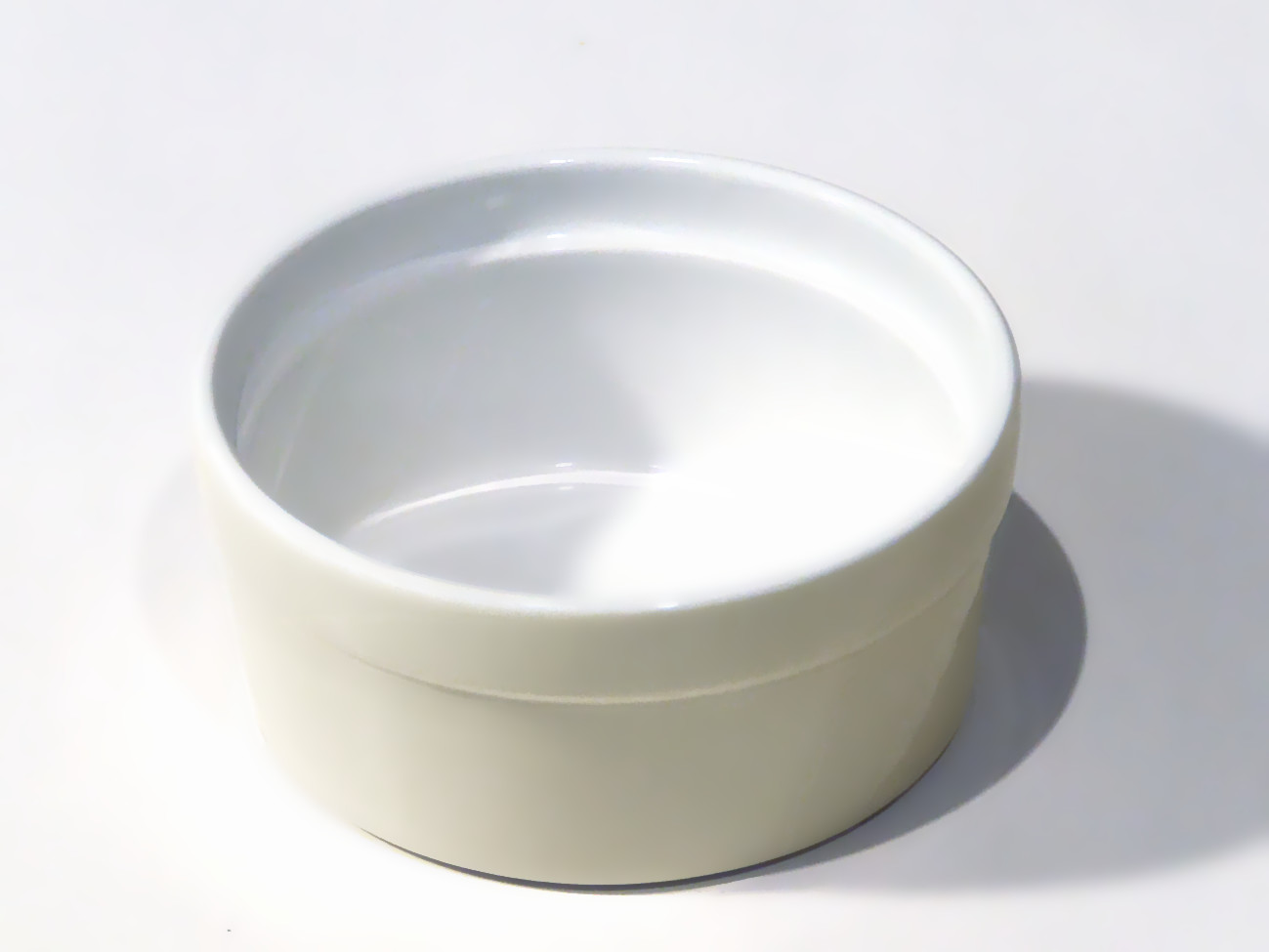
Ramequin.

Elle est en porcelaine, et la recette originale (« œuf cocotte ou en caisse ») désigne le ramequin dont l'étymologie (allemand Rahm, crème) et la forme adaptée au bain-marie ne sont pas celles de la cocotte au sens de marmite (ancien français coquasse, récipient) en fonte de Denis Papin. « Les cocottes sont de petites casseroles en porcelaine ; elles ne peuvent généralement contenir qu'un œuf » écrit Jean De Gouy (1895). Les cocottes en porcelaine avec couvercle sont attestées en 1868.
Le diamètre usuel des ramequins à œufs cocotte est de 7.5 à 8,5 cm, la hauteur 4 cm minimum, il en existe avec couvercle. Elles sont beurrées avant d'être remplies.

### Cuiseur à œufs

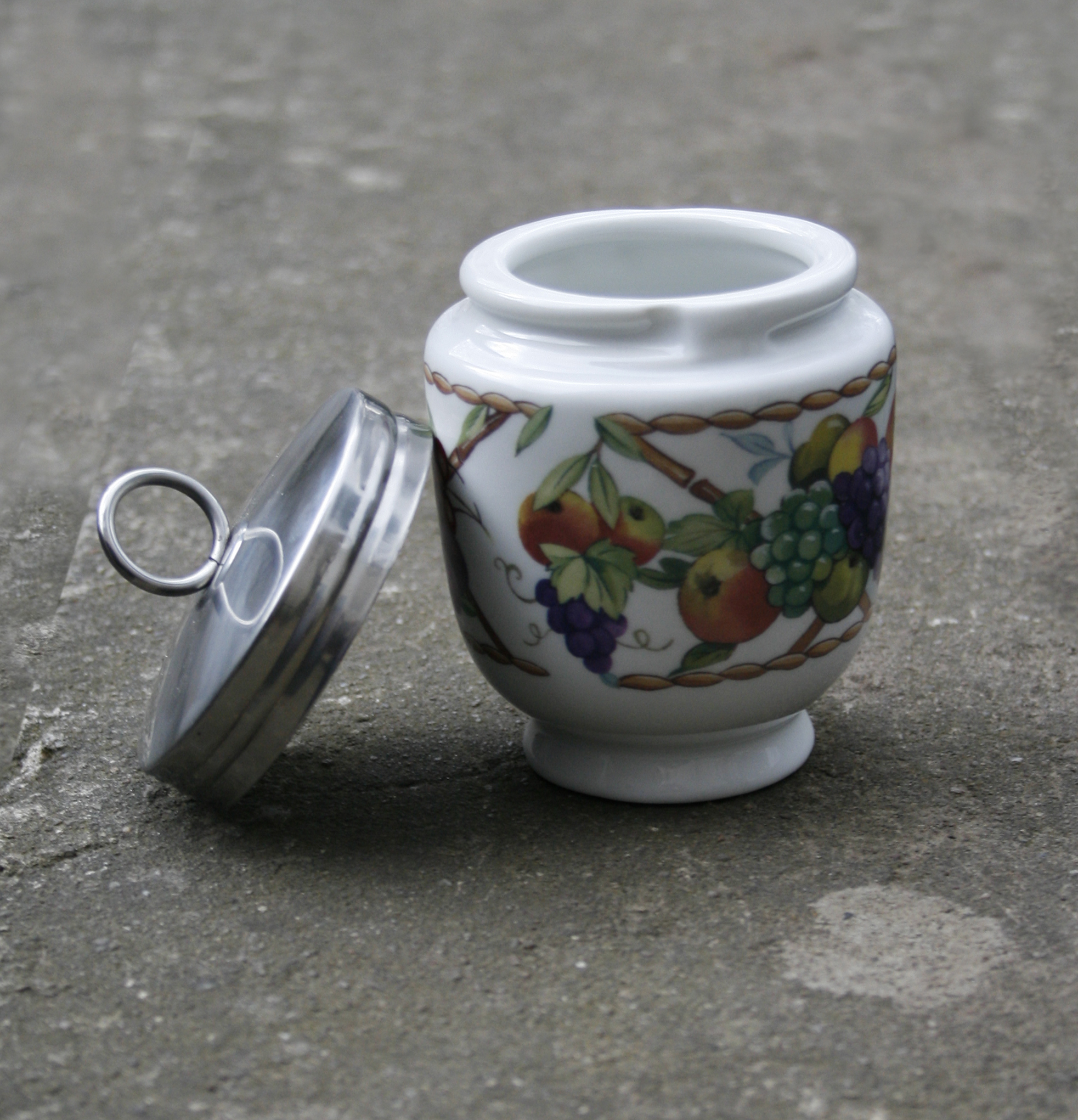
Cuiseur à œuf avec couvercle à vis.

Les cuiseurs à œufs (egg coddler, Eierkocher) de la cuisine classique étaient en porcelaine (de nos jours ils existent en plastique),. Ils mesuraient environ 8 cm, de haut sans le couvercle. Certains avaient la forme d'un œuf, comme le coquetier Rivière. Ce sont des petites cocotes devenues rares mais toujours fabriquées dans lesquelles on casse l'œuf, le tout est mis dans l'eau presque bouillante ou au bain marie, le couvercle est maintenu par un ressort ou un couvercle ajusté (comme les nombreux modèles de Porcelaine de Paris),. Ils existaient en plusieurs tailles, les plus grands permettent d'y faire l'œuf cocotte à la crème ou des œufs cocotte avec garniture.

### La crème
Il est important d'employer de la bonne crème fraîche fluide (liquide) et de la verser chaude dans le ramequin beurré, la crème fraîche épaisse rend difficile le centrage du jaune d'œuf qui assure une cuisson homogène du blanc.

### La cuisson
Traditionnellement ils se cuisent au bain-marie au four ou dans une casserole et à la vapeur depuis la généralisation de cette technique. Enfin, et avec plus de précaution, au micro-ondes.

#### Bain-marie
Escoffier explique que la cuisson au bain-marie se fait casserole ouverte « de façon que la vapeur se dégageant de l'eau cuise uniformément le dessus des œufs et donne l'impression d'un miroir ». Au four, dans un sautoir ou un plat où on verse de l'eau bouillante, la cuisson selon La Cuisine de référence se fait à 160 °C/320 °F 5 à 6 min selon l'épaisseur des cocottes, le blanc est pris mais souple, le jaune liquide mais chaud. Le bain marie à la casserole donne le même résultat.

#### Vapeur

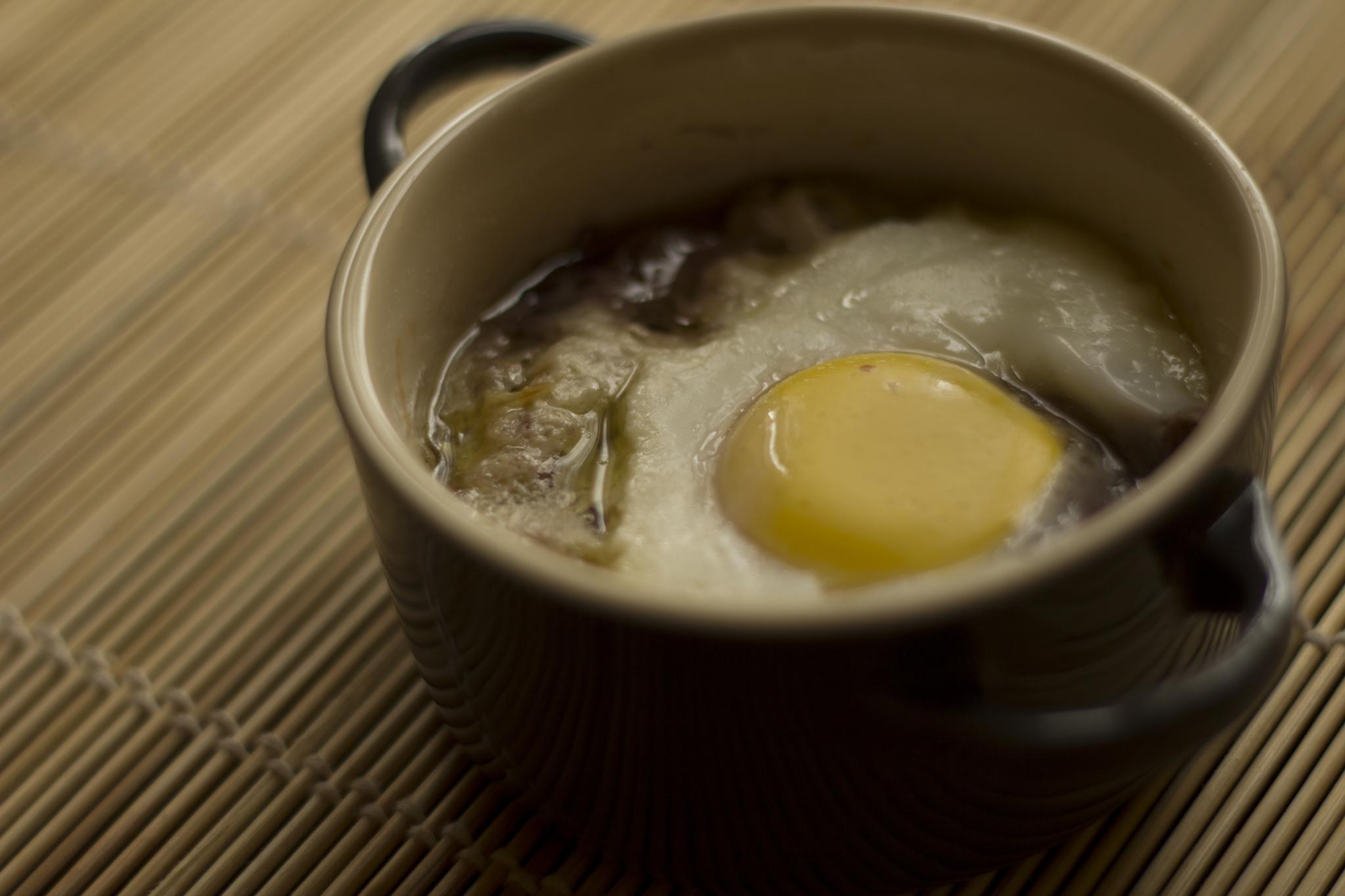
Bourguignon, au vin rouge.

Jacques Manière dans son Grand Livre de la cuisine à la vapeur (1988) donne la base pour les œufs cocotte et 6 recettes (œufs cocotte à la purée de champignons, à la reine (blanc de volaille, crème estragon, truffe), au gruyère, au jambon, bénédictine (morue, ail, crème) et aux cuisses de grenouilles. Les constantes sont : beurrer le ramequin, y poser la garniture, l'œuf entier, puis napper avec le reste de la garniture, cuire 8 min au cuit-vapeur.

#### Bouilloire
Jean-Philippe Derenne (2010) parle avec éloquence de l'œuf cocotte (« cette merveille, ce miracle… un chef-d'œuvre et en même temps l'amorce, la promesse de plats plus élaborés les uns que les autres. »), il est le créateur de cette méthode : les œufs cocote sont déposés dans une boite plastique qui est remplie d'eau bouillante, fermée, laisser cuire 8 min,.

#### Micro-ondes
On lit 12 min suivi d'une repos de 5 min à 600 W.

### Les œufs cocotte classiques à la crème
C'est l'original, le seul sous la rubrique œuf cocote du Larousse ménager, toujours tel qu'en lui-même dans Le Grand Livre de la cuisine française de Jean-François Piège (2020),. La littérature vente leur vertu pour les diabétiques, les albuminuriques, les dyspeptiques, les jeunes enfants à partir de 2 ans,.

### Les variantes, les garnitures et les sauces
Elles sont innombrables, depuis l'origine de l'œuf cocotte. Nicolas Renaud (2007) donne 28 recettes d'œufs cocotte, Stéphanie Bulteau (2021) en donne 30 et conseille d'utiliser systématiquement les restes (de blanquette, de ratatouille...) dans les œufs cocotte,. Citons ainsi les œufs cocotte au jambon, au foie gras, à la tomate,, à la lorraine (lard fumé, fromage râpé, crème), à la provençale,, au fromage
Œufs cocotte Saint-Cloud (en cocotte d'argent, queues d'écrevisses, sauce Nantua, truffes); aux morilles, au jambon cru et au vin jaune (Eric Fréchon, 2012),, etc.